# 100 % Johnny : Live à la tour Eiffel
Albums par Johnny Hallyday
Sang pour sang
(1999) À la vie, à la mort !
(2002)
Lives par Johnny Hallyday
Stade de France 98 Johnny allume le feu
(1998) Johnny Hallyday Olympia 2000
(2000)
Singles
1. Quelques cris (versions studio et live à la tour Eiffel)
Sortie : 2 octobre 2000

100 % Johnny : Live à la Tour Eiffel est le 21e album live de Johnny Hallyday, il sort le 30 juin 2000. 
L'album est réalisé par Yvan Cassar, Thierry Rogen et Yves Jaget.

## Histoire
À l'occasion de ses quarante ans de carrière et dans le cadre des festivités pour le changement de millénaire, Johnny Hallyday donne un concert gratuit le samedi 10 juin 2000 devant plus de 600 000 spectateurs au pied de la Tour Eiffel, au Champ de Mars,. Retransmis en direct sur TF1, le spectacle établit un record d'audience avec environ 9 millions de téléspectateurs.

## Autour de l'album
- Références originales :
  - 30 juin 2000 : Double CD (25 titres - récital intégral) - Mercury Universal 542835-2

- édition 2003 double CD (25 titres - avec son remastérisé) - 077 231-2

- Singles extraits de l'album :
  - CD promo hors-commerce monotitre - Quelques cris - Mercury Universal 9450
  - 2 octobre 2010 : Quelques cris (version studio, album Sang pour sang - Quelques cris (version live à la tour Eiffel) - référence originale : Mercury Universal 562 895-2 (pochette simple et pochette ouvrante)
    - sort également en maxi 45 tours (vinyle transparent) - référence originale : Mercury Universal 562 912-1

## Liste des titres
| No  | Titre | Paroles                                                                                             | Musique | Durée |
| --- | --- | --------------------------------------------------------------------------------------------------- | --- | ----- |
| 1.  | Introduction (instrumental) | | Yvan Cassar |       |
| 2.  | Allumer le feu | Zazie                                                                                               | Pascal Obispo, Pierre Jaconelli                                                                                |       |
| 3.  | Je suis né dans la rue | Long Chris                                                                                          | Mick Jones, Tommy Brown                                                                                        |       |
| 4.  | Je veux te graver dans ma vie (Got to Get You into My Life) | Long Chris (adaptation)                                                                             | John Lennon, Paul McCartney                                                                                    |       |
| 5.  | Le Pénitencier (The House of the Rising Sun) | Hugues Aufray, Vline Buggy (adaptation)                                                             | Alan Price |       |
| 6.  | Quelque chose de Tennessee | Michel Berger                                                                                       | Michel Berger                                                                                                  |       |
| 7.  | Vivre pour le meilleur (avec Sonia Lacen) | Lionel Florence                                                                                     | David Hallyday                                                                                                 |       |
| 8.  | Sang pour sang | Éric Chemouny                                                                                       | David Hallyday                                                                                                 |       |
| 9.  | Medley : Noir c'est noir Jusqu'à minuit Si j'étais un charpentier Joue pas de rock'n'roll pour moi (Black Is Black - In The Midnight Hour - If I Were a Carpenter - Don't Play Your Rock 'n' Roll to Me) | Georges Aber (adaptation) Georges Aber (adaptation) Long Chris (adaptation) Long Chris (adaptation) | Tony Haynes, Michelle Grainger, Steve Wadey Steve Cropper, Wilson Pickett Tim Hardin Nicky Chinn, Mike Chapman |       |
| 10. | Deux étrangers (Brave Strangers) | Michel Mallory (adaptation)                                                                         | Bob Seger |       |
| 11. | Ma gueule (avec Les Rita Mitsouko) | Gilles Thibaut                                                                                      | Philippe Bretonnière                                                                                           |       |
| 12. | Le Feu | Michel Mallory                                                                                      | Gary Wright |       |
| 13. | Medley instrumental : James Bond Theme Mission impossible Peter Gunn Theme | | Monty Norman Lalo Schifrin Henry Mancini                                                                       |       |
| 14. | Que je t'aime | Gilles Thibaut                                                                                      | Jean Renard |       |
| 15. | Fils de personne (avec Jean-Louis Aubert) (Fortunate Son) | Philippe Labro (adaptation)                                                                         | John Fogerty                                                                                                   |       |
| 16. | Quelques cris | Françoise Sagan                                                                                     | David Hallyday                                                                                                 |       |
| 17. | Le Bon Temps du rock and roll (Old Time Rock and Roll) | Michel Mallory (adaptation)                                                                         | George Jackson, Thomas Earl Jones III                                                                          |       |
| 18. | Le Chanteur abandonné | Michel Berger                                                                                       | Michel Berger                                                                                                  |       |
| 19. | Gabrielle (The King Is Dead) | Long Chris, Patrick Larue (adaptation)                                                              | Tony Cole (musician) (en)                                                                                      |       |
| 20. | Derrière l'amour | Pierre Delanoë                                                                                      | Toto Cutugno                                                                                                   |       |
| 21. | Qu'est-ce que tu croyais (Rock'n'Roll Dancing) | Georges Terme (adaptation)                                                                          | Steve Beckmeier, Fred Beckmeier                                                                                |       |
| 22. | La Musique que j'aime (en duo avec Florent Pagny et Nawfel à la guitare) | Michel Mallory                                                                                      | Johnny Hallyday                                                                                                |       |
| 23. | L'Envie | Jean-Jacques Goldman                                                                                | Jean-Jacques Goldman                                                                                           |       |
| 24. | Aimer vivre | Michel Berger                                                                                       | Michel Berger                                                                                                  |       |
| 25. | Non, je ne regrette rien | Michel Vaucaire                                                                                     | Charles Dumont                                                                                                 |       |

## Les musiciens
- Arrangements musicaux : Yvan Cassar
- Direction musicale : Yvan Cassar et Érick Bamy
- Guitares : Robin Le Mesurier - Brian Ray
- Basse : Reggie Hamilton
- Batterie : Walfredo Los Reyes Jr
- Claviers : Thomas Michael Canning, Thimothy J. Moore
- Cuivres Vine Street Horns : Harry Kim, Arturo Velasco, Daniel Fornero, Ray Herman
- Choristes : Jessica Plessel, Angéline Annonnier, Johanna Manchec, Jericka Jacques-Gustave[4], Érick Bamy
- Violons : Caroline Collombel, Hélène Corbellari, Florence Veniant, Nathalie Carlucci, Marylène Vincituerra, Belinda Peake, Florence Hennequin, Audrey Bocahut